# Залево
Зале́во (пол. Zalewo, нім. Saalfeld) — місто в північній Польщі над озером Евінгі.
Належить до Ілавського повіту Вармінсько-Мазурського воєводства.

## Демографія
Демографічна структура станом на 31 березня 2011 року:
|          | Загалом | Допрацездатний вік | Працездатний вік | Постпрацездатний вік |
| -------- | ------- | ------------------ | ---------------- | -------------------- |
| Чоловіки | 1099    | 206                | 793              | 100                  |
| Жінки    | 1128    | 177                | 719              | 232                  |
| Разом    | 2227    | 383                | 1512             | 332                  |